# 陳彼得 (美術師)
陳彼得是美國的男性電子遊戲及電影美術師。

## 經歷
在高中時期陳彼得從父親買來的介紹科幻電影《星際大戰》雜誌中，開始對概念美術產生興趣。
之後陳彼得進入拍攝《星際大戰》的盧卡斯影業旗下之電子遊戲開發公司LucasArts就職，主要為LucasArts發行的冒險遊戲設計美術內容，包括《猴島小英雄2：老查克的復仇》、《瘋狂時代》、或是由提姆·謝弗以阿茲特克死後世界觀改編的《神通鬼大》等遊戲作品。
離開LucasArts後陳彼得改進入提姆·謝弗另成立的遊戲公司Double Fine Productions，為裡頭製作的《瘋狂世界》、《破碎時光》等遊戲處理概念美術事務，另外也開始接洽各電影的美術案件，像奇幻電影《哈利波特─神秘的魔法石》、《波特萊爾的冒險》，或是皮克斯的3D動畫電影《怪獸大學》等。

## 參與作品

### 電子遊戲
- 猴島小英雄2：老查克的復仇（1991年）：遊戲圖形
- 鄰居不是人（1993年）：額外美術處理
- 妙探闖通關 大腳之謎（1993年）：遊戲圖形
- 瘋狂時代（1993年）：首席美術師
- 極速天龍（1995年）：遊戲美術
- 星際大戰：黑暗原力2（1997年）：分鏡圖、首席概念美術師
- 神通鬼大（1998年）：概念美術
- 星際大戰：威脅潛伏（1999年）：分鏡圖
- 星際大戰：剛耿邊境（1999年）：概念插圖
- 星際大戰：極速飛梭（1999年）：概念美術
- New Legends（2002年）：層級概念美術
- 瘋狂世界（2005年）：概念美術
- 超人大亂鬥（2005年）：層級概念美術
- 惡黑搖滾（2009年）：概念美術
- 破碎時光（2014年）：概念美術
- 萬聖節大作戰2（2014年）：額外美術處理

### 電影
- 小蟻雄兵（199年）：概念美術
- 碰碰猴（2001年）：概念美術、分鏡圖美術
- 哈利波特─神秘的魔法石（2001年）：分鏡圖美術
- 史酷比2（2004年）：分鏡圖、概念美術
- 波特萊爾的冒險（2004年）：分鏡圖
- 小鬼也摩登（2005年）：概念美術
- 太空飛猩（2008年）：概念美術
- 第十四道門（2009年）：前期製作設計
- 絕對陰謀（2009年）：插圖
- 里約大冒險（2011年）：視覺美術開發
- 冰原歷險記：長毛象歡度聖誕（2011年）：視覺美術開發
- 地球人壞壞（2013年）：首席視覺設計美術
- Keep on Keepin' On（2013年）：插圖
- 怪獸大學（2013年）：視覺設計美術

## 外部連結
- 陳彼得在互联网电影资料库（IMDb）上的資料（英文）